# Gheorghe Huțanu
Gheorghe Huțanu (n. 17 iunie 1950, București - d. 2 februarie 2012, Sfântu Gheorghe) a fost un hocheist român.
A jucat la CS Dinamo București (1968-1976), CS Steaua București (1977-1978), Dunărea Galați (1979-1981) și HC Sf. Gheorghe (1983 - 1985). A făcut parte și din Echipa națională de hochei pe gheață a României cu care a participat la Campionatul Mondial  din 1971. A fost desemnat cel mai bun atacant al grupei valorice C de la acel turneu. 
„Ceea ce a fost Dobrin în fotbal și Gațu în handbal, asta a reprezentat Huțanu pentru hocheiul românesc”
 a declarat fostul internațional Mihai „Goe” Popescu pentru Evenimentul Zilei.
Fratele său Vasile Huțanu a fost tot un jucător de hochei pe gheață, participant la Jocurile Olimpice de iarnă din 1976.